# Едвард Шраєр
 Е́двард Рі́чард Шра́єр  (англ. Edward Richard Schreyer; нар.21 грудня 1935, Босежур, Манітоба) — професор, канадський і манітобський політик, 17-й прем'єр Манітоби і 22-й Генерал-губернатор Канади — перший генерал-губернатор Канади українського походження.

## Біографія
Шраєр народився у католицькій сім'ї Джона і Елізабет (до шлюбу Ґотфрід); його дід і бабуся по матері емігрували з німецької колонії Брукенталь у Західній Україні. Відвідував Кромвельську початкову школу, здобув середню освіту в Босежурському колегіаті. Студіював у Коледжі Св. Івана, складовому виші Манітобського університету: завершив освіту бакалавратами: педагогіки (1959), мистецтв (1960) і освіти (1962) та магістеркою (1963) у галузі міжнародних відносин і економіки.
У 1958 Шраєра номіновано депутатом до Законодавчої Палати Манітоби від Федерації кооперативної співдружності (зараз: Нової демократичної партії), а в 1965 його обрано депутатом. У 1969 очолив Нову демократичну партію Манітоби (англ. New Democratic Party of Manitoba) і незабаром обійняв посаду прем'єра Манітоби. У Манітобському уряді 1972 до 1975 був міністром фінансів, а між 1971 і 1977 — міністром, відповідальним за провінційну гідроелектрокорпорацію «Манітоба-Гайдро».
У 1977Шраєр програв у провінціних виборах Стерлінгу Лайону (англ. Sterling Lyon) з Консервативної партії Манітоби; у 1979 пішов у відставку з позиції лідера Нової демократичної партії Манітоби.
У 1979 Шраєра назначено Генерал-губернатором Канади, обіймав цю посаду до 1984. Підтримував Товариство українських студій ім. Едварда Шраєра при Торонтському університеті.
У 1984 р. Шраєра назначено Верховним комісаром Канади для країн Австралія, Папуа Нова Гвінея, Соломонові Острови і Вануату. Він обіймав цю посаду до 1988.
У 2002 році Шраєр став президентом Брендонського університету та обіймав цю посаду до 2008.